# Zuiderzeeweg

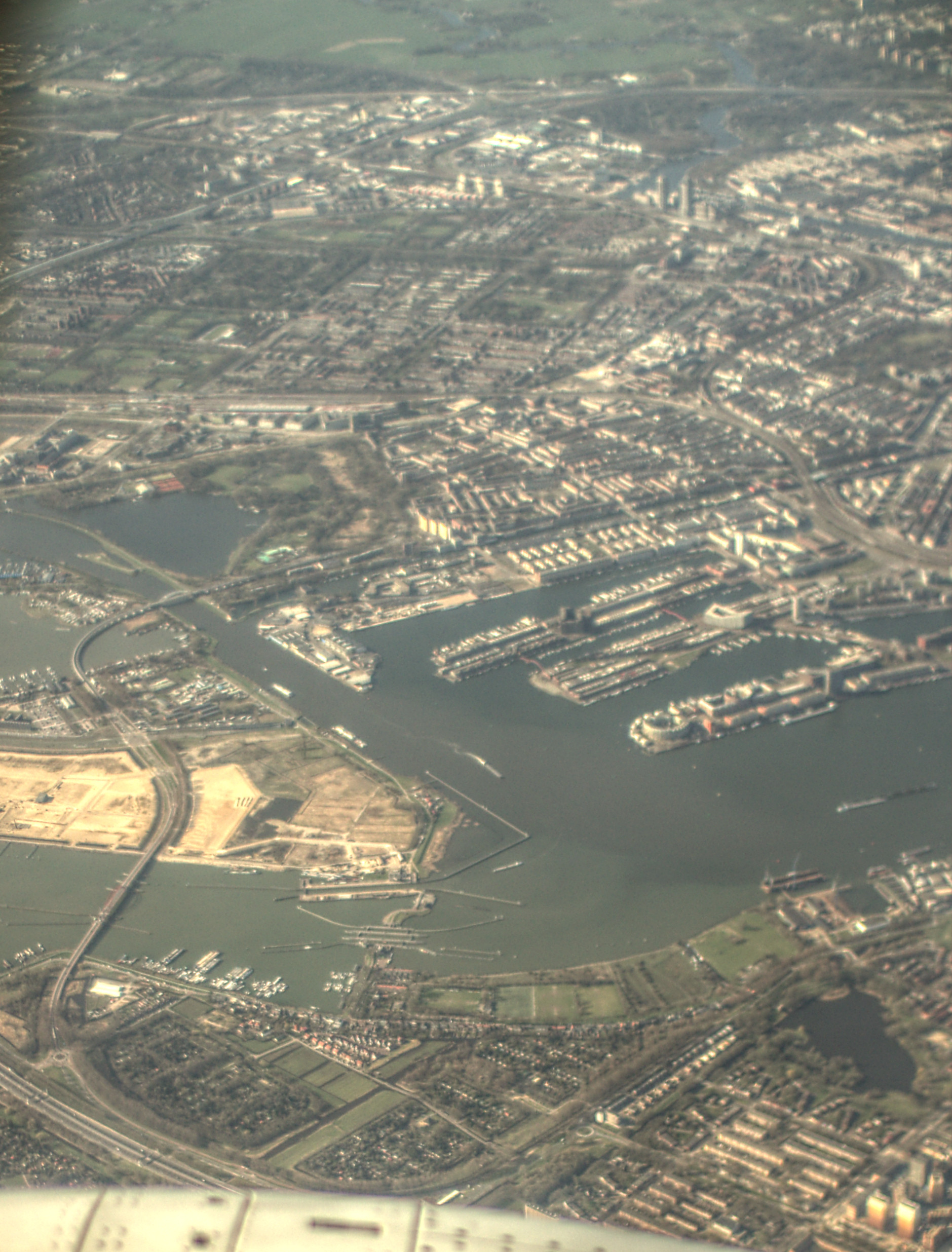
Uitzicht op de Zuiderzeeweg (linksonder) naar het westen, april 2013

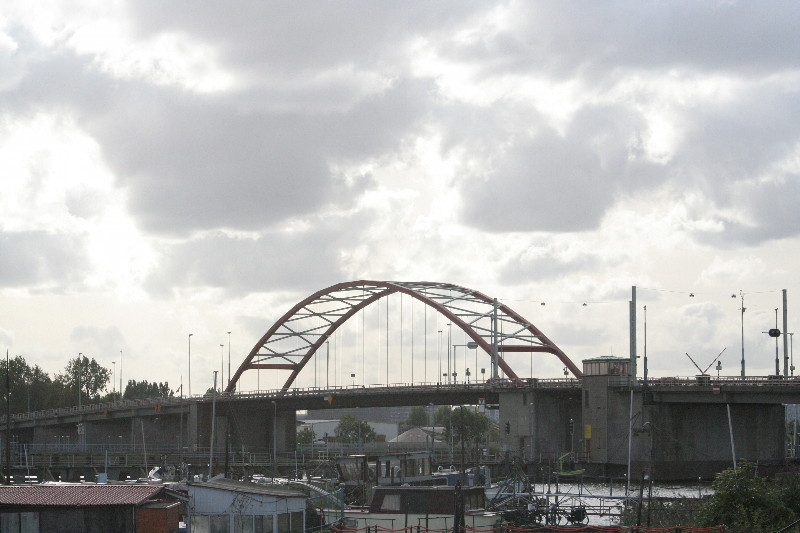
De Schellingwouderbrug

De Zuiderzeeweg is de naam van een aantal Nederlandse wegen, onder meer in Amsterdam en Middenmeer. De naam verwijst naar de voormalige Zuiderzee. De Zuiderzeeweg in Amsterdam verbindt Amsterdam-Oost met Amsterdam-Noord. 

## Amsterdam

### Ligging
De Zuiderzeeweg die in 1957 voor het verkeer werd geopend begint in stadsdeel Amsterdam-Oost, bij de kruising met de Zeeburgerdijk en de Flevoweg. De weg loopt langs Sporthal Zeeburg, de plek waar vroeger het Noodziekenhuis Zeeburg stond, en het Flevoparkbad. Daarna loopt de weg over de Amsterdamsebrug, waarbij aan de zuidzijde een trap voor voetgangers en fietsers naar beneden is aangebracht die leidt naar Camping Zeeburg en de Diemerzeedijk. Vervolgens ligt de weg op een betonnen vaste brug die met een bocht naar links voert over het Buiten-IJ. 
Met een bocht naar links komt de brug en weg uit op het Zeeburgereiland waarbij men kan afslaan in twee richtingen. Een richting gaat naar de Piet Heintunnel richting centrum, de andere richting gaat naar de nieuwbouwwijk IJburg via de Enneüs Heermabrug. Op het eiland bevond zich de Rioolwaterzuiveringsinrichting Oost maar deze is verplaatst naar het Westelijk Havengebied.  
Na het eiland loopt de Zuiderzeeweg over de Schellingwouderbrug waarbij aan de noordzijde een trap voor voetgangers en fietsers is aangebracht die naar Schellingwoude en Durgerdam voert. De brug scheidt Het IJ van het Buiten-IJ. Over de Schellingwouderbrug loopt de weg door stadsdeel Noord en loopt daarbij grotendeels parallel aan de Ringweg A10 - Noord en enkele volkstuincomplexen. Daarna gaat de weg negentig graden naar links en maakt deel uit van stadsroute S115. Deze gaat rechtsaf en gaat over in de IJdoornlaan.

### Niet uitgevoerde verlenging
Het laatste gedeelte is een smalle weg en verloor zijn functie na de ingebruikname van de IJdoornlaan als verkeersader en eindigt bij de Schellingwouderdijk ter hoogte van de Schellingwouderbreek. Oorspronkelijk was een verlenging gepland naar het IJtunneltracé maar dat ging niet door omdat Gemeente en Rijk ruzie kregen over het verdere traject. Wel verscheen er een een brug in de Monnikendammerweg maar deze is als zodanig nooit ingebruik genomen en leidt over niets. De Zuiderzeeweg diende voorts het Zijkanaal K te kruisen maar Rijkswaterstaat wilde een tunnel (prijs van het traject 16,5 miljoen gulden) en de gemeente een brug (prijs van het traject 8,8 miljoen gulden). Beide werden echter niet uitgevoerd, want het Rijk had een bestedingsbeperking afgekondigd. Na die bestedingsbeperking, die in fasen werd opgeheven, waren er op verkeersgebied dringender zaken op te lossen. Toch had men het in 1960 nog over een circa 100 meter lange brug over het Zijkanaal K met drie overspanningen waarvan een beweegbaar deel van ongeveer 16 meter lengte op een hoogte in gesloten toestand van 5,20 meter. Later verbood de Raad van State een brug in verband met dreigende belemmering van de scheepvaart.
Tot eind jaren 1990 was het tracé tussen IJdoornlaan en Monnikendammerweg voor een brede weg wel gereserveerd. Een deel van dit tracé werd rond die tijd bebouwd.

### Karakter
De Zuiderzeeweg is enkele kilometers lang en bestaat grotendeels uit een brug over verschillende grote wateren in Amsterdam. De weg vormt een alternatieve, drukke verkeersroute voor de nabijgelegen Zeeburgertunnel. De straat heeft nauwelijks een woonfunctie en bestaat grotendeels uit braakliggend terrein en enkele industriële bedrijven. In een groenstrook tussen de Markengouw en IJdoornlaan verscheen nieuwbouw die echter huisnummers aan de ventweg, de IJsselmeerstraat kregen. 